# Памятник стратонавтам (Донецк)

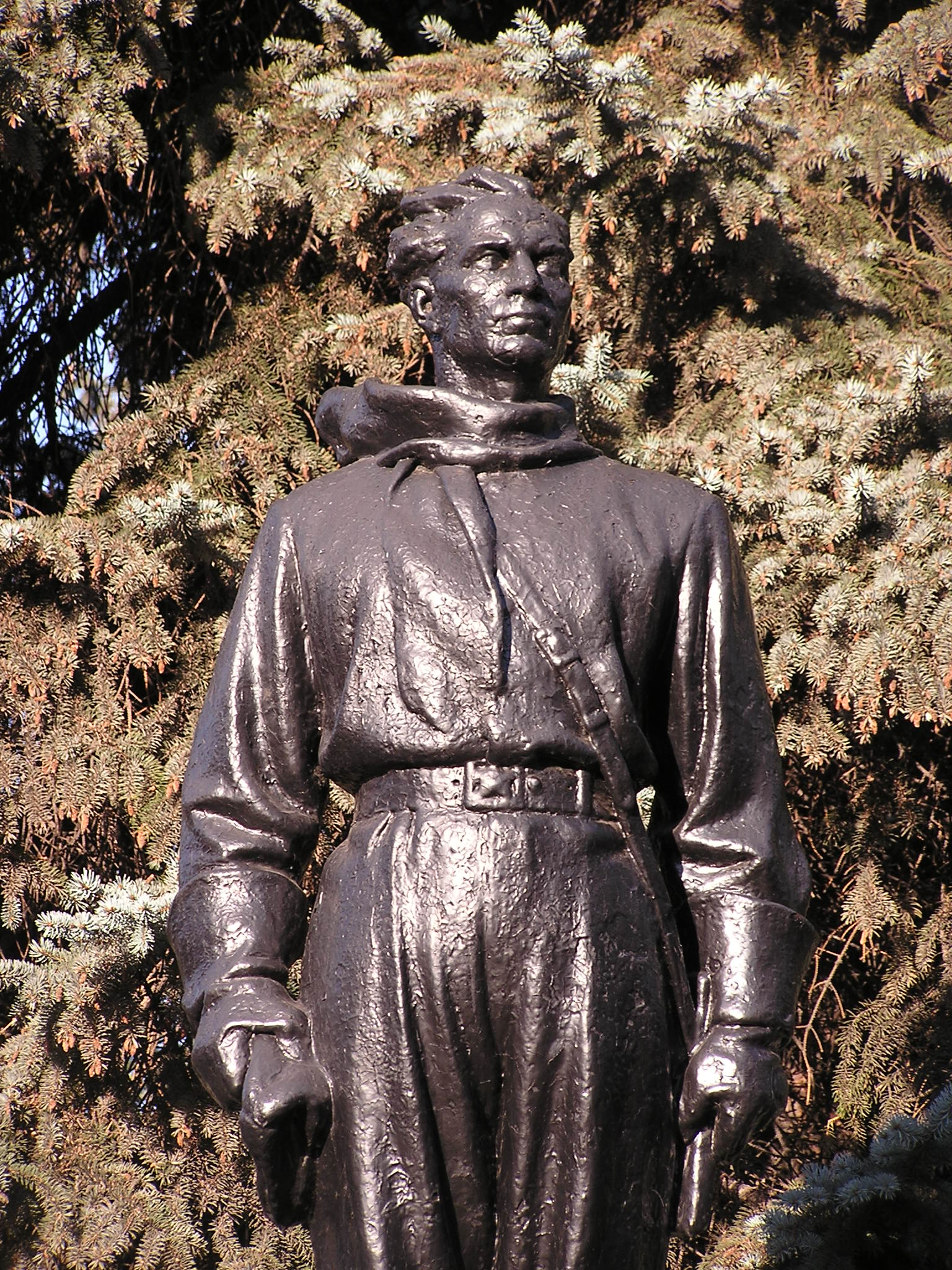
Памятник стратонавтам

Памятник стратонавтам — памятник в Донецке на могиле четырёх героев-стратонавтов.

## Гибель стратонавтов
Стратонавты Яков Григорьевич Украинский, Серафим Константинович Кучумов, Пётр Михайлович Батенко и Давид Евсеевич Столбун поднимались на субстратостате ВВА-I, для изучения влияния высотного давления на организм человека и погибли 18 июля 1938 года. На большой высоте отказало кислородное оборудование, а индивидуальное кислородное оборудование не справилось с поддержанием жизнеобеспечения. Экипаж субстратостата погиб от удушья. Гондола субстратостата упала на территории центрального парка культуры и отдыха имени А. Щербакова (в районе «Белого карьера»). Субстратостат при падении попал на линию электропередачи. Шар субстратостата взорвался, так как он был заполнен водородом.

## Описание памятника
Стратонавты были похоронены на пересечении бульвара Пушкина и проспекта 25-летия РККА. Памятник стратонавтам был установлен в 1953 году. Авторы памятника: скульпторы Е. И. Белостоцкий, Э. И. Фридман, Г. Л. Пивоваров, архитектор Н. К. Иванченко.

Памятник представляет собой двухметровую скульптуру стратонавта, который смотрит в бесконечный простор воздушного океана. Скульптура выполнена из бронзы, а постамент из лабрадорита. Под скульптурой пятиконечная звезда и мемориальная доска. На мемориальной доске выполнено четыре бронзовых барельефа стратонавтов Якова Григорьевича Украинского, Серафима Константиновича Кучумова, Петра Михайловича Батенко и Давида Евсеевича Столбуна. Также на мемориальной доске надпись внутри венка: 
СЛАВА
ГЕРОЯМ
СТРАТОНАВТАМ
(18. VII. 1938г.)

## Альтернативная версия
По свидетельству некоторых краеведов, в годы немецкой оккупации во время Великой Отечественной войны рядом с могилами стратонавтов располагалось немецкое военное кладбище и немцы перезахоронили прах стратонавтов где-то на территории парка им. А. С. Щербакова. Поэтому под памятником стратонавтам совсем другие могилы.